# Grand Prix Femenino de la FIDE 2013-14
El Grand Prix Femenino de la FIDE 2013-14 fue una serie de seis torneos de ajedrez exclusivamente para mujeres, que formaron parte del ciclo de clasificación para el Campeonato Mundial Femenino de Ajedrez 2016 . La ganadora del Grand Prix desafiaría a Mariya Muzychuk, campeona mundial femenina de ajedrez de 2015.

## Formato
18 de las mejores jugadoras del mundo fueron seleccionadas para competir en estos torneos. Cada una acepta y se compromete a participar en exactamente cuatro de estos torneos. Ellas ordenaron su preferencia de torneos una vez que se anunció la lista final de ciudades anfitrionas y se asignaron las fechas a cada ciudad anfitriona.
Cada torneo es un torneo de todos contra todos de 12 jugadoras. Luego, se asignaron puntos de gran premio de acuerdo con la posición de cada jugador en el torneo: 160 puntos de gran premio para el primer lugar, 130 para el segundo lugar, 110 para el tercer lugar y luego 90 hasta 10 puntos en pasos de 10. En caso de empate en los puntos, los puntos del gran premio se reparten equitativamente entre los jugadores empatados.
De estos,se tomaron sólo los tres mejores resultados de cada jugadora en consideración. Aquella con más puntos  es la ganadora.

## Participantes
| Jugadora              | Método de Clasificación                     | Notas              |
| --------------------- | ------------------------------------------- | ------------------ |
| Anna Ushenina         | Ganadora del Campeonato del Mundo 2008      |                    |
| Antoaneta Stefanova   | Finalista del Campeonato del Mundo 2008     |                    |
| Ju Wenjun             | Semifinalista del Campeonato del Mundo 2008 |                    |
| Dronavalli Harika     | Semifinalista del Campeonato del Mundo 2008 |                    |
| Judit Polgár          | Rating                                      |                    |
| Hou Yifan             | Rating                                      |                    |
| Humpy Koneru          | Rating                                      |                    |
| Anna Muzychuk         | Rating                                      |                    |
| Zhao Xue              | Rating                                      |                    |
| Nana Dzagnidze        | Rating                                      |                    |
| Katerina Lagno        | Rating                                      | Reemplazó a Polgár |
| Nadezhda Kosinsteva   | Nominada                                    |                    |
| Victoria Cmilyte      | Nominada                                    |                    |
| Aleksandra Kosteniuk  | Invitada                                    |                    |
| Elina Danielian       | Invitada                                    |                    |
| Nafisa Muminova       | Invitada                                    |                    |
| Olga Girya            | Invitada                                    |                    |
| Bela Khotenashvili    | Invitada                                    |                    |
| Batchimeg Tuvshintugs | Invitada                                    |                    |
| Tatiana Kosinsteva    | Reemplazo                                   |                    |
| Zhu Chen              | Reemplazo                                   |                    |
| Guliskhan Nakhbayeva  | Reemplazo                                   |                    |
| Alina L'Ami           | Reemplazo                                   |                    |

## Desempates
Con el objetivo de determinar un único ganador claro para jugar en el Challenger Match y en el caso de que dos o más jugadores tengan los mismos puntos acumulados en la parte superior, se utilizarán los siguientes criterios (en orden descendente) para decidir el ganador general:
1. El cuarto resultado no está ya entre las tres mejores actuaciones.
2. El número de total puntos totales anotados en los cuatro torneos.
3. El número de primeros puestos
4. El número de segundos puestos
5. El número de juegos ganados
6. Sorteo

## Resultados

### Clasificación final
|    | Jugadora              | Génova | Dilijan | Tashkent | Janty-Mansisk | Lopota | Sharjah | Jugados | Mejores 3 |
| -- | --------------------- | ------ | ------- | -------- | ------------- | ------ | ------- | ------- | --------- |
| 1  | Hou Yifan             | 45     |         |          | 160           | 160    | 145     | 4       | 465       |
| 2  | Koneru Humpy          |        | 160     | 160      |               | 50     | 60      | 4       | 380       |
| 3  | Ju Wenjun             | 75     |         | 70       |               | 120    | 145     | 4       | 340       |
| 4  | Anna Muzychuk         | 130    | 120     |          | 85            | 50     |         | 4       | 335       |
| 5  | Nana Dzagnidze        | 100    | 120     |          | 65            | 90     |         | 4       | 310       |
| 6  | Bela Khotenashvili    | 160    | 10      | 120      |               | 20     |         | 4       | 300       |
| 7  | Kateryna Lahno        | 60     |         | 120      | 85            |        |         | 3       | 265       |
| 8  | Dronavalli Harika     |        | 60      | 85       |               | 75     | 87.5    | 4       | 247.5     |
| 9  | Anna Ushenina         | 75     | 80      |          | 45            |        | 87.5    | 4       | 242.5     |
| 10 | Tatiana Kosintseva    | 100    | 90      |          | 15            |        | 40      | 4       | 230       |
| 11 | Zhao Xue              |        |         | 85       | 45            | 30     | 87.5    | 4       | 217.5     |
| 12 | Alexandra Kosteniuk   | 45     |         | 55       | 110           | 50     |         | 4       | 215       |
| 12 | Olga Girya            | 10     | 30      | 55       | 130           |        |         | 4       | 215       |
| 14 | Elina Danielian       |        | 30      | 40       |               | 120    | 50      | 4       | 210       |
| 15 | Antoaneta Stefanova   |        | 60      | 30       | 65            | 75     |         | 4       | 200       |
| 16 | Batchimeg Tuvshintugs | 20     | 60      |          | 15            |        | 87.5    | 4       | 167.5     |
| 17 | Nafisa Muminova       |        |         | 20       | 30            | 10     | 20      | 4       | 70        |
| 18 | Viktorija Cmilyte     | 30     | 30      |          |               |        |         | 2       | 60        |
| 19 | Zhu Chen              |        |         |          |               |        | 30      | 1       | 30        |
| 20 | Guliskhan Nakhbayeva  |        |         | 10       |               |        |         | 1       | 10        |
| 20 | Alina L'Ami           |        |         |          |               |        | 10      | 1       | 10        |

### Génova
|    | Jugadora              | Elo  | 1 | 2 | 3 | 4 | 5 | 6 | 7 | 8 | 9 | 10 | 11 | 12 | Pts. |
| -- | --------------------- | ---- | - | - | - | - | - | - | - | - | - | -- | -- | -- | ---- |
| 1  | Bela Khotenashvili    | 2505 |   | ½ | 0 | 1 | 1 | ½ | 1 | 0 | 1 | 1  | 1  | 1  | 8.0  |
| 2  | Anna Muzychuk         | 2585 | ½ |   | 1 | ½ | ½ | ½ | ½ | 1 | ½ | ½  | 1  | 1  | 7.5  |
| 3  | Tatiana Kosintseva    | 2517 | 1 | 0 |   | ½ | 0 | ½ | 1 | ½ | ½ | 1  | ½  | 1  | 6.5  |
| 4  | Nana Dzagnidze        | 2545 | 0 | ½ | ½ |   | 1 | ½ | 0 | 1 | ½ | ½  | 1  | 1  | 6.5  |
| 5  | Ju Wenjun             | 2544 | 0 | ½ | 1 | 0 |   | 1 | ½ | ½ | 0 | ½  | 1  | 1  | 6.0  |
| 6  | Anna Ushenina         | 2491 | ½ | ½ | ½ | ½ | 0 |   | ½ | 1 | 1 | ½  | ½  | ½  | 6.0  |
| 7  | Katerina Lagno        | 2548 | 0 | ½ | 0 | 1 | ½ | ½ |   | 0 | 1 | ½  | ½  | 1  | 5.5  |
| 8  | Hou Yifan             | 2617 | 1 | 0 | ½ | 0 | ½ | 0 | 1 |   | ½ | 1  | 0  | ½  | 5.0  |
| 9  | Alexandra Kosteniuk   | 2491 | 0 | ½ | ½ | ½ | 1 | 0 | 0 | ½ |   | ½  | 1  | ½  | 5.0  |
| 10 | Viktorija Cmilyte     | 2522 | 0 | ½ | 0 | ½ | ½ | ½ | ½ | 0 | ½ |    | ½  | 1  | 4.5  |
| 11 | Batchimeg Tuvshintugs | 2298 | 0 | 0 | ½ | 0 | 0 | ½ | ½ | 1 | 0 | ½  |    | ½  | 3.5  |
| 12 | Olga Girya            | 2463 | 0 | 0 | 0 | 0 | 0 | ½ | 0 | ½ | ½ | 0  | ½  |    | 2.0  |

### Dilijan
|    | Jugadora              | Elo  | 1 | 2 | 3 | 4 | 5 | 6 | 7 | 8 | 9 | 10 | 11 | 12 | Pts. |
| -- | --------------------- | ---- | - | - | - | - | - | - | - | - | - | -- | -- | -- | ---- |
| 1  | Koneru Humpy          | 2597 |   | 1 | ½ | 1 | ½ | 1 | 1 | ½ | ½ | ½  | 1  | ½  | 8.0  |
| 2  | Anna Muzychuk         | 2593 | 0 |   | 1 | 1 | ½ | ½ | 1 | ½ | ½ | ½  | 1  | ½  | 7.0  |
| 3  | Nana Dzagnidze        | 2550 | 0 | ½ |   | 0 | ½ | ½ | 1 | 1 | 1 | 1  | ½  | 1  | 7.0  |
| 4  | Tatiana Kosintseva    | 2526 | 0 | 0 | 1 |   | 0 | 0 | 1 | 1 | ½ | 1  | ½  | 1  | 6.0  |
| 5  | Anna Ushenina         | 2499 | ½ | ½ | ½ | 1 |   | ½ | ½ | ½ | ½ | ½  | 0  | ½  | 5.5  |
| 6  | Antoaneta Stefanova   | 2531 | 0 | 0 | ½ | 1 | ½ |   | ½ | ½ | 1 | 0  | ½  | ½  | 5.0  |
| 7  | Batchimeg Tuvshintugs | 2316 | 0 | ½ | 0 | 0 | ½ | ½ |   | ½ | 1 | 1  | ½  | ½  | 5.0  |
| 8  | Dronavalli Harika     | 2492 | ½ | ½ | 0 | 0 | ½ | ½ | ½ |   | ½ | ½  | 1  | ½  | 5.0  |
| 9  | Olga Girya            | 2436 | ½ | ½ | 0 | ½ | ½ | 0 | 0 | ½ |   | ½  | 1  | ½  | 4.5  |
| 10 | Viktorija Cmilyte     | 2511 | ½ | 0 | 0 | 0 | 1 | 1 | 0 | ½ | ½ |    | ½  | ½  | 4.5  |
| 11 | Elina Danielian       | 2475 | 0 | ½ | ½ | ½ | ½ | ½ | ½ | 0 | 0 | ½  |    | 1  | 4.5  |
| 12 | Bela Khotenashvili    | 2531 | ½ | ½ | 0 | 0 | ½ | ½ | ½ | ½ | ½ | ½  | 0  |    | 4.0  |

### Tashkent
|    | Jugadora             | Elo  | 1 | 2 | 3 | 4 | 5 | 6 | 7 | 8 | 9 | 10 | 11 | 12 | Pts. |
| -- | -------------------- | ---- | - | - | - | - | - | - | - | - | - | -- | -- | -- | ---- |
| 1  | Koneru Humpy         | 2607 |   | 0 | ½ | ½ | 1 | 1 | 1 | ½ | 1 | ½  | 1  | 1  | 8.0  |
| 2  | Bela Khotenashvili   | 2514 | 1 |   | ½ | 0 | 1 | 0 | 0 | 1 | ½ | 1  | 1  | 1  | 7.0  |
| 3  | Katerina Lagno       | 2532 | ½ | ½ |   | ½ | 0 | ½ | 1 | ½ | 1 | 1  | ½  | 1  | 7.0  |
| 4  | Dronavalli Harika    | 2475 | ½ | 1 | ½ |   | 0 | ½ | 0 | 1 | 1 | ½  | 1  | ½  | 6.5  |
| 5  | Zhao Xue             | 2533 | 0 | 0 | 1 | 1 |   | 0 | 1 | 1 | 0 | 1  | 1  | ½  | 6.5  |
| 6  | Ju Wenjun            | 2535 | 0 | 1 | ½ | ½ | 1 |   | ½ | ½ | ½ | 1  | 0  | ½  | 6.0  |
| 7  | Alexandra Kosteniuk  | 2495 | 0 | 1 | 0 | 1 | 0 | ½ |   | 0 | ½ | ½  | 1  | 1  | 5.5  |
| 8  | Olga Girya           | 2439 | ½ | 0 | ½ | 0 | 0 | ½ | 1 |   | ½ | ½  | 1  | 1  | 5.5  |
| 9  | Elina Danielian      | 2470 | 0 | ½ | 0 | 0 | 1 | ½ | ½ | ½ |   | ½  | ½  | 1  | 5.0  |
| 10 | Antoaneta Stefanova  | 2496 | ½ | 0 | 0 | ½ | 0 | 0 | ½ | ½ | ½ |    | 1  | 1  | 4.5  |
| 11 | Nafisa Muminova      | 2293 | 0 | 0 | ½ | 0 | 0 | 1 | 0 | 0 | ½ | 0  |    | 1  | 3.0  |
| 12 | Guliskhan Nakhbayeva | 2307 | 0 | 0 | 0 | ½ | ½ | ½ | 0 | 0 | 0 | 0  | 0  |    | 1.5  |

### Janty-Mansisk
|    | Jugadora              | Elo  | 1 | 2 | 3 | 4 | 5 | 6 | 7 | 8 | 9 | 10 | 11 | 12 | Pts. |
| -- | --------------------- | ---- | - | - | - | - | - | - | - | - | - | -- | -- | -- | ---- |
| 1  | Hou Yifan             | 2618 |   | 1 | ½ | ½ | ½ | 1 | ½ | ½ | 1 | 1  | 1  | 1  | 8.5  |
| 2  | Olga Girya            | 2450 | 0 |   | 1 | 0 | 1 | 1 | ½ | 1 | ½ | ½  | 1  | ½  | 7.0  |
| 3  | Alexandra Kosteniuk   | 2527 | ½ | 0 |   | ½ | 1 | 1 | ½ | ½ | ½ | 1  | 0  | 1  | 6.5  |
| 4  | Katerina Lagno        | 2543 | ½ | 1 | ½ |   | ½ | ½ | ½ | 0 | 1 | ½  | ½  | ½  | 6.0  |
| 5  | Anna Muzychuk         | 2560 | ½ | 0 | 0 | ½ |   | ½ | ½ | 1 | ½ | 1  | ½  | 1  | 6.0  |
| 6  | Nana Dzagnidze        | 2550 | 0 | 0 | 0 | ½ | ½ |   | 1 | 0 | ½ | 1  | 1  | 1  | 5.5  |
| 7  | Antoaneta Stefanova   | 2489 | ½ | ½ | ½ | ½ | ½ | 0 |   | 0 | 1 | 1  | ½  | ½  | 5.5  |
| 8  | Zhao Xue              | 2552 | ½ | 0 | ½ | 1 | 0 | 1 | 1 |   | ½ | 0  | ½  | 0  | 5.0  |
| 9  | Anna Ushenina         | 2501 | 0 | ½ | ½ | 0 | ½ | ½ | 0 | ½ |   | 1  | 1  | ½  | 5.0  |
| 10 | Nafisa Muminova       | 2321 | 0 | 0 | 1 | ½ | ½ | 0 | ½ | ½ | 0 |    | 1  | 1  | 4.0  |
| 11 | Tatiana Kosintseva    | 2496 | 0 | 0 | 1 | ½ | ½ | 0 | ½ | ½ | 0 | 0  |    | ½  | 3.5  |
| 12 | Batchimeg Tuvshintugs | 2340 | 0 | ½ | 0 | ½ | 0 | 0 | ½ | 1 | ½ | 0  | ½  |    | 3.5  |

### Lopota
|    | Jugadora            | Elo  | 1 | 2 | 3 | 4 | 5 | 6 | 7 | 8 | 9 | 10 | 11 | 12 | Pts. |
| -- | ------------------- | ---- | - | - | - | - | - | - | - | - | - | -- | -- | -- | ---- |
| 1  | Hou Yifan           | 2629 |   | 1 | ½ | 1 | 1 | ½ | 1 | ½ | ½ | 1  | 1  | 1  | 9.0  |
| 2  | Ju Wenjun           | 2532 | 0 |   | 1 | ½ | 1 | ½ | 1 | ½ | 1 | ½  | 0  | 1  | 7.0  |
| 3  | Elina Danielian     | 2460 | ½ | 0 |   | ½ | ½ | ½ | 1 | 1 | 0 | 1  | ½  | 1  | 7.0  |
| 4  | Nana Dzagnidze      | 2541 | 0 | ½ | ½ |   | 0 | ½ | ½ | 1 | ½ | 1  | 1  | 1  | 6.5  |
| 5  | Antoaneta Stefanova | 2488 | 0 | 0 | ½ | 1 |   | ½ | ½ | 0 | 1 | 1  | ½  | 1  | 6.0  |
| 6  | Dronavalli Harika   | 2503 | ½ | ½ | ½ | ½ | ½ |   | ½ | 0 | 1 | ½  | ½  | 1  | 6.0  |
| 7  | Anna Muzychuk       | 2561 | 0 | 0 | 0 | ½ | ½ | ½ |   | ½ | 1 | ½  | 1  | 1  | 5.5  |
| 8  | Koneru Humpy        | 2613 | ½ | ½ | 0 | 0 | 1 | 1 | ½ |   | ½ | ½  | 0  | 1  | 5.5  |
| 9  | Anna Ushenina       | 2532 | ½ | 1 | ½ | ½ | 0 | 0 | 0 | ½ |   | ½  | 1  | 1  | 5.5  |
| 10 | Zhao Xue            | 2538 | 0 | 0 | 0 | 0 | 0 | ½ | ½ | ½ | ½ |    | ½  | 1  | 3.5  |
| 11 | Bela Khotenashvili  | 2518 | 0 | ½ | 0 | 0 | 0 | 0 | 0 | 1 | 0 | 1  |    | ½  | 3.0  |
| 12 | Nafisa Muminova     | 2332 | 0 | ½ | 0 | 0 | 0 | 0 | 0 | 0 | 0 | 0  | 1  |    | 1.5  |

### Sharjah
|    | Jugadora              | Elo  | 1 | 2 | 3 | 4 | 5 | 6 | 7 | 8 | 9 | 10 | 11 | 12 | Pts. |
| -- | --------------------- | ---- | - | - | - | - | - | - | - | - | - | -- | -- | -- | ---- |
| 1  | Ju Wenjun             | 2559 |   | ½ | ½ | 1 | ½ | 1 | ½ | 1 | ½ | 1  | 1  | 1  | 8.5  |
| 2  | Hou Yifan             | 2661 | ½ |   | ½ | ½ | 1 | ½ | 1 | ½ | 1 | 1  | 1  | 1  | 8.5  |
| 3  | Dronavalli Harika     | 2521 | 0 | ½ |   | ½ | ½ | 1 | ½ | 1 | 0 | ½  | 1  | 1  | 6.5  |
| 4  | Zhao Xue              | 2508 | 0 | ½ | ½ |   | ½ | ½ | 1 | 0 | ½ | 1  | 1  | 1  | 6.5  |
| 5  | Anna Ushenina         | 2487 | ½ | 0 | ½ | ½ |   | ½ | ½ | 1 | 1 | ½  | ½  | 1  | 6.5  |
| 6  | Batchimeg Tuvshintugs | 2346 | ½ | ½ | 0 | ½ | ½ |   | 1 | ½ | ½ | 1  | ½  | 1  | 6.5  |
| 7  | Koneru Humpy          | 2598 | ½ | 0 | ½ | ½ | ½ | 0 |   | 1 | 1 | ½  | ½  | 1  | 5.5  |
| 8  | Elina Danielian       | 2490 | 0 | ½ | 0 | 1 | 0 | ½ | 0 |   | ½ | 1  | 1  | ½  | 5    |
| 9  | Tatiana Kosintseva    | 2494 | ½ | 0 | ½ | 1 | ½ | 0 | ½ | ½ |   | 0  | ½  | 1  | 4.5  |
| 10 | Zhu Chen              | 2461 | 0 | 0 | ½ | 0 | ½ | 0 | ½ | 0 | 1 |    | ½  | ½  | 3.5  |
| 11 | Nafisa Muminova       | 2315 | 0 | 0 | ½ | 0 | ½ | ½ | ½ | 0 | ½ | ½  |    | ½  | 3.0  |
| 12 | Alina L'Ami           | 2446 | 0 | 0 | 0 | 0 | 0 | 0 | 0 | ½ | 0 | ½  | ½  |    | 1.5  |